# Мордовско-Пишлинское сельское поселение
Мордовско-Пишлинское се́льское поселе́ние — муниципальное образование в Рузаевском районе Мордовии Российской Федерации.
Административный центр — село Мордовская Пишля.

## История
Статус и границы сельского поселения установлены Законом Республики Мордовия от 7 февраля 2005 года № 14-З «Об установлении границ муниципальных образований Рузаевского муниципального района, Рузаевского муниципального района и наделении их статусом сельского поселения, городского поселения и муниципального района».

## Население
| 2002 | 2010 | 2012 | 2013 | 2014 | 2015 | 2016 |
| ---- | ---- | ---- | ---- | ---- | ---- | ---- |
| 655  | ↘590 | ↗601 | ↘598 | ↗601 | ↘587 | ↘557 |
| 2017 | 2018 | 2019 | 2020 | 2021 |      |      |
| ↘548 | ↘546 | ↘531 | ↘515 | ↘497 |      |      |

## Состав сельского поселения
| № | Населённый пункт   | Тип населённого пункта       | Население |
| - | ------------------ | ---------------------------- | --------- |
| 1 | Булгаки            | село                         | ↘3        |
| 2 | Мордовская Пишля   | село, административный центр | ↘564      |
| 3 | Мордовская Полянка | деревня                      | ↘18       |
| 4 | Тепловка           | село                         | ↘5        |